# Desafio Internacional das Estrelas de 2005
O Desafio Internacional das Estrelas de 2005 foi a primeira edição do Desafio Internacional das Estrelas. Um evento de kart que reúne grandes nomes do automobilismo mundial, promovido pelo piloto brasileiro da Fórmula 1, Felipe Massa.
As duas provas foram realizadas no dia 11 de dezembro no Kartódromo Toca da Coruja, em Bauru.

## Treinos

### Treino Livre
| Pos. | Piloto                 | Tempo    |
| ---- | ---------------------- | -------- |
| 1    | Marcos Gomes           | + 45s945 |
| 2    | Aírton Daré            | + 46s158 |
| 3    | Ricardo Maurício       | + 46s178 |
| 4    | Allam Khodair          | + 46s185 |
| 5    | Ruben Carrapatoso      | + 46s190 |
| 6    | Daniel Serra           | + 46s191 |
| 7    | João Paulo Bertuccelli | + 46s305 |
| 8    | Emil Shayeb            | + 46s407 |
| 9    | Luciano Burti          | + 46s446 |
| 10   | Átila Abreu            | + 46s469 |
| 11   | Felipe Massa           | +46s519  |
| 12   | Andréia Octaviano      | + 46s610 |

- Nota: somente os 12 melhores colocados.[2]

### Treino classificatório
Utilizando motores Biland, a diferença entre o primeiro e o quinto tempo foi de apenas 8 centésimos de segundo e os 21 primeiros ficarão no mesmo segundo.
Isso mostra o equilibrio desses motores e a competitividade que eles proporcionam.
| Pos. | Piloto                 | Tempo  |
| ---- | ---------------------- | ------ |
| 1    | Ruben Carrapatoso      | 45,763 |
| 2    | Daniel Serra           | 45,776 |
| 3    | Ricardo Maurício       | 45,802 |
| 4    | Antonio Pizzonia       | 45,816 |
| 5    | Felipe Massa           | 45,847 |
| 6    | Aírton Daré            | 45,869 |
| 7    | João Paulo Bertuccelli | 45,939 |
| 8    | Xandinho Negrão        | 46,031 |
| 9    | Allam Khodair          | 46,033 |
| 10   | Renato Jader David     | 46,077 |
| 11   | Thiago Camilo          | 46,140 |
| 12   | Andréia Octaviano      | 46,180 |
| 13   | Emil Shayeb            | 46,272 |
| 14   | Luciano Burti          | 46,284 |
| 15   | Giuliano Losacco       | 46,292 |
| 16   | Pedro Nunes            | 46,317 |
| 17   | Átila Abreu            | 46,330 |
| 18   | Enrique Bernoldi       | 46,420 |
| 19   | Cacá Bueno             | 46,494 |
| 20   | Marcos Gomes           | 46,548 |
| 21   | Popó Bueno             | 46,656 |
| 22   | Alex Barros            | 46,790 |
| 23   | Guto Negrão            | 46,893 |

## Resultados

### Primeira bateria
| Pos. | Piloto            | Tempo        |
| ---- | ----------------- | ------------ |
| 1    | Daniel Serra      | Indisponível |
| 2    | Allam Khodair     | Indisponível |
| 3    | Felipe Massa      | Indisponível |
| 4    | Ricardo Maurício  | Indisponível |
| 5    | Átila Abreu       | Indisponível |
| 6    | Emil Shayeb       | Indisponível |
| 7    | Marcos Gomes      | Indisponível |
| 8    | Andréia Octaviano | Indisponível |
| 9    | Luciano Burti     | Indisponível |
| 10   | Alexandre Barros  | Indisponível |
| 11   | Xandinho Negrão   | Indisponível |
| 12   | Thiago Camilo     | Indisponível |

- Nota: somente os 12 melhores colocados.[4]

### Segunda bateria
Resultados indisponíveis por falta de fonte.

### Classificação final
| Pos. | Piloto                 | Pontos |
| ---- | ---------------------- | ------ |
| 1    | Daniel Serra           | 38     |
| 2    | Allam Khodair          | 37     |
| 3    | Felipe Massa           | 31     |
| 4    | Emil Shayeb            | 22     |
| 5    | Átila Abreu            | 22     |
| 6    | Ricardo Maurício       | 13     |
| 7    | Luciano Burti          | 13     |
| 8    | Andréia Octaviano      | 13     |
| 9    | Aírton Daré            | 12     |
| 10   | Thiago Camilo          | 11     |
| 11   | Alexandre Barros       | 10     |
| 12   | Ruben Carrapatoso      | 9      |
| 13   | Marco Gomes            | 9      |
| 14   | Popó Bueno             | 8      |
| 15   | Xandynho Negrão        | 7      |
| 16   | Renato Jader David     | 3      |
| 17   | Antônio Pizzonia       | 3      |
| 18   | Giuliano Losacco       | 1      |
| 19   | Pedro Nunes            | 1      |
| 20   | Enrique Bernoldi       | 0      |
| 21   | João Paulo Bertuccelii | 0      |
| 22   | Cacá Bueno             | 0      |
| 23   | Guto Negrão            | 0      |